# Eupelmus mirabilis
Eupelmus mirabilis är en stekelart som beskrevs av Kalina 1988. Eupelmus mirabilis ingår i släktet Eupelmus och familjen hoppglanssteklar.
Artens utbredningsområde är Israel. Inga underarter finns listade i Catalogue of Life.